# I Knew I Loved You
I Knew I Loved You – drugi singel australijskiego duetu Savage Garden wydany 28 września 1999 w Stanach Zjednoczonych z albumu Affirmation nakładem Columbia. Tekst został napisany przez Daniela Jonesa i Darrena Hayesa.
Piosenka zaraz po "Truly Madly Deeply" osiągnęła pierwsze miejsce w Billboard Hot 100 i pozostała na nim tylko przez następne trzy tygodnie, bo po tym czasie singel strącony został przez piosenkę Mariah Carey "Thank Good I Found You", jednak później powrócił "na górę" w ostatnim tygodniu. Piosenka zadebiutowała na #10 miejscu w UK Singles Chart w listopadzie 1999.
Teledysk został nakręcony przez Kevina Braya w sierpniu 1999 w Nowym Jorku. Obok Hayesa i Jonesa, wystąpiła w nim Kirsten Dunst, amerykańska aktorka, znana z roli m.in. w "Wywiadzie z wampirem".

## Lista utworów

### Australian Edition (Cat#102354-2)
1. "I Knew I Loved You" - 4:10
2. "I Knew I Loved You" (Acoustic Version) - 4:06